# Фридланд, Лев Семёнович
Лев Семёнович Фри́дланд (1888, Ростов-на-Дону, Российская Империя — 1960, Ленинград, СССР) — советский врач-венеролог, писатель и популяризатор медицинских знаний.

## Биография
В 1910 году окончил гимназию в Армавире, поступил на медицинский факультет Киевского университета.
В 1915 году призван с 5-го курса в армию зауряд-врачом. В Первую мировую войну был на Юго-Западном и с 1916 года на Кавказском фронтах.
В 1918 году сдал госэкзамены в Донском университете и получил звание врача. Работал экспертом в клинике глазных болезней, ординатором в ростовском военном госпитале, заведующим хирургической лечебницей Донздравотдела.
В 1918 году был мобилизован в Ростове-на-Дону в Донскую армию. Служил при военном госпитале в Нижне-Чирской станице, оставшись там при отступлении белых. Едва не погибнув от возвратившихся белых частей, 1 августа 1919 года был приговорён белыми к смертной казни, заменённой на четыре года каторги, которые начал отбывать в Новочеркасской тюрьме. Был освобождён оттуда Красной Армией.
В 1923 году переехал в Петроград. В 1927 году выпустил первую книгу «За закрытой дверью», которая сразу же принесла ему большой успех.
С 1929 года профессиональный литератор. Во время Великой Отечественной войны помощник начальника лечебного отдела эвакопункта на Северо-Западном и Карельском фронтах.
Один из основателей медицинской службы Ленинградского отделения Литфонда.
Награждён орденом Красной Звезды (11.11.1944).
Умер в 1960 году в Ленинграде. Похоронен на Богословском кладбище.

### Книги по медицинской тематике
- «За закрытой дверью. Записки врача-венеролога», предисловие Б. Н. Хольцова, Издание «Красной газеты», 1927. 2-е дополненное изд. — 1927; 3-е дополненное изд. — 1928, в том же году переиздана в Днепропетровске и в Риге, бывшей тогда столицей независимой Латвии. Книга была переведена на эстонский язык А. Кыйвом и издана в 1929 году в независимой Эстонии в таллинском издательстве Й. Хендриксона[1]. В 1930 году была запрещена в СССР. Переиздана в 1991 году.
- «То, чего не должно быть», 1928
- «Судьба под контролем (венерические болезни и брак)», 1928
- «Под наркозом», 1948
- «Эликсир жизни (Работы А. А. Богомольца и В. А. Неговского)», 1948 (тираж уничтожен до поступления в продажу). Книга была переведена на эстонский язык Э. Ханге и издана под названием «Продление жизни» (эст. "Elu pikendamine") в 1948 году в Таллине (тогда — столица Эстонской ССР) в Государственном издательстве Ilukirjandus ja Kunst («Художественная литература и искусство»)[2].
- «Рак будет побеждён», 1949
- «Большие находки», Ленинград, 1951
- «По дорогам науки», Ленинград, 1951, 4-е изд. 1959 г.
- «Как оказать первую помощь без врача». Детгиз, 1952
- Фридланд Лев. Высокое искусство / Иллюстратор Борис Калаушин. — М.: Издательство детской литературы, 1956. — 196 с. — 50 000 экз.